# Balalaica
Balalaica o balalaika (en ruso: балалaйка) es un instrumento musical ruso, quizás el más popular del país. Se trata de un laúd de tres cuerdas metálicas que se caracteriza por su caja de forma triangular, casi plano, con una pequeña abertura de resonancia cerca del vértice superior de la tapa y con un mástil largo y estrecho.
Las primeras balalaicas construidas en Rusia datan del año 1715. Sin embargo, se tiene conocimiento de que antes de esa fecha ya existían, y sus cuerdas eran de tripa animal. Además, se ataban al cuello de modo que pudieran ser ajustadas por el músico a voluntad. Originalmente, se ejecutaba en solitario para acompañar canciones y bailes. Hoy son muy comunes en las orquestas que ejecutan arreglos modernos de motivos folclóricos.

## Tipos de balalaicas
Se construye en siete tamaños, desde el más alto de los tonos, al más bajo (desde el más pequeño "piccolo" al contrabajo). Dos de las cuerdas de la balalaica se afinan al unísono y la tercera a una distancia de cuarta. Las tapas se construyen con madera de abeto o pino. También existe un tipo de cuerda llamada las wismichas.
Otra versión popular, común sobre todo en Ucrania, se construye con seis cuerdas (con tres órdenes dobles).